# Justin Ndikumana
Justin Ndikumana (1º marzo 1993) è un calciatore burundese, portiere del Coastal Union e della Nazionale burundese.

## Carriera

### Nazionale
Ha esordito con la Nazionale burundese il 17 giugno 2019 disputando l'amichevole persa 2-1 contro la Tunisia.
È stato convocato per disputare la Coppa d'Africa 2019.